# МТ-12
МТ-12 е съветско 100-mm гладкоцевно противотанково оръдие (индекс по ГРАУ – 2А29, среща се и като Т-12А или „Рапира“). Теглото му е малко над 3 тона. Общата дължина на оръдието е 9650 mm, а ствола е 6300 mm. Широко е 2320 mm, височината му е 1600 -2600 mm. Броят на изстрелите в минута са от 4 до 16 като в повечето случаи не са повече от 10. Максималната далекобойност на бронебойните подкалибрени снаряди е 1880 -2130 m. Осколъчно-фугасните боеприпаси могат да унищожат цел на 8200 m. Основната задача на MT-12 е унищожаването на вражески бронирани автомобили чрез пряк огън. Прицелната система е оборудвана с визуализация C71-40 с панорама и колиматор. Може да се инсталира система за нощно виждане APN-5-40. Колесарът дава възможност за транспортиране със скорост до 60 km/h.

## История на разработка
Гладкоцевното противотанково оръдие МТ-12 влиза в производство през 1970-те години в руския завод Юрга. Главен конструктор е Афансьев Виктор Яковлевич. Оръдието се използва във военни дейности в Украйна, Молдова, Казахстан, Киргизстан, Афганистан и др. MT-12 не е в състояние да противодейства ефективно на съвременните танкове.

## Потребители
- Азербайджан – 72 МТ-12 (2017 г.)
- Армения – 36 МТ-12 (2016 г.)
- България – 126 МТ-12 (2016 г.)
- Грузия – 40 МТ-12 (2017 г.)
- Казахстан – 68 T-12/МT-12 (2016 г.)
- Киргизстан – 18 T-12/МT-12 (2016 г.)
- Молдова – 37 МТ-12 (2016 г.)
- Монголия – няколко (2016 г.)
- Русия – 526 МT-12, (2000 T-12/МT-12) (2016 г.)
- Туркменистан – 60 T-12/МT-12 (2016 г.)
- Узбекистан – 36 T-12/МT-12 (2016 г.)
- Украйна – над 500 T-12/МT-12 (2016 г.)